# Németh Júlia (műkritikus)
Németh Júlia (Arad, 1941. július 28. –) erdélyi magyar újságíró, néprajzkutató, műkritikus. Németh Sándor matematikus felesége, Németh Sándor Zoltán matematikus anyja.

## Életútja
Marmorstein László kereskedő és Walkersdorfer Eleonóra házasságából született. Középiskolát szülővárosa magyar pedagógiai líceumában végzett (1959), a Babeș–Bolyai Tudományegyetemen orosz-magyar szakos tanári oklevelet szerzett (1964). Szabadfoglalkozású újságíró (1964–75), a Kolozsvári Rádió szerkesztője (1975–85), a magyar adások felfüggesztése után a Román Tudományos Akadémia Kolozsvári Fiókja Folklórintézetének munkatársaként (1985–90) a magyar népi líra kutatója. Az újjászülető kolozsvári magyar nyelvű rádióadások kulturális rovatvezetője (1990), majd a kolozsvári Szabadság belső munkatársa, a művelődési rovat vezetője. 1976-tól a Nemzetközi Újságíró Szövetség, 1990-től a Magyar Újságírók Romániai Egyesülete (MÚRE) tagja.

## Munkássága
Kulturális magazinnal, Hogy jusson vers mindenkinek c. heti verses műsorral (1975–85), 1990-ben a Szó-összetétel című közügyi sorozattal jelentkezett a magyar rádióadásokban. Folklórkutatásainak eredménye egy szaktanulmány a népi líra osztályozásának szinoptikus modelljéről (Anualul de Folclor V-VII. Kolozsvár, 1987). 1991 óta mint a Szabadság vezető riportere és publicistája figyelemmel kíséri Kolozsvár és Kolozs megye önkormányzatainak munkáját és az erdélyi művelődési életet. Művészeti író, műkritikus – kortárs képzőművészettel kapcsolatos cikkei, tanulmányai, esszéi szakfolyóiratokban és a helyi sajtóban látnak napvilágot. Fontosabb kötetei: Kolozsvár – műhely és vonzásközpont (2000), Kós András (monográfia, 2002), Lövith Egon (monográfia, 2004), Kolozsvár – mű-hely-szín (2008), Jakobovits Márta (monográfia, 2009), Forró Antal emlékezete (szerk.; Kolozsvár Társaság, Kolozsvár, 2013).

## Társasági tagság
- MÚRE
- Barabás Miklós Céh (alelnök)
- Romániai Képzőművészek Szövetsége
- Magyar Képzőművészeti és Iparművészeti Társaságok Szövetsége

## Kötetei
- Kolozsvár. Műhely és vonzásközpont. Szemelvények tíz esztendő képzőművészeti krónikájából; Erdélyi Gondolat, Székelyudvarhely, 2000
- Kós András; Mentor, Marosvásárhely, 2002 (Mentor művészeti monográfiák)
- Lövith Egon; Mentor, Marosvásárhely, 2004 (Mentor művészeti monográfiák)
- Forró Antal emlékezete; szerk. Németh Júlia; Kolozsvár Társ., Kolozsvár, 2013
- B. Kőrösi Ibolya; Kolozsvár Társaság, Kolozsvár, 2016
- Kolozsvár. Mű-Hely-Szín, Litera-Veres Könyvkiadó, Székelyudvarhely, 2008

## Díjak, elismerések
- Penna-díj (Kolozsvár, 1991)
- Simsay Ildikó-díj (Budapest, 2001)
- Magyar Kultúráért-díj (2002)
- Fadrusz János-emlékérem (2002)
- Szolnay Sándor-díj (EMKE) (2005)
- MURE és a Gyergyószárhegyi Kulturális és Művészeti Központ díja (2011)
- Magyar Érdemrend lovagkeresztje (2015)
- Székely Bertalan-díj (2015)
- Reményik Sándor-díj (2015)
- Jakobovits Miklós-díj (2018)